# 4404 Enirac
4404 Enirac eller 1987 GG är en asteroid i huvudbältet som upptäcktes den 2 april 1987 av den franske astronomen Alain Maury vid Palomar-observatoriet. Den är uppkallad efter upptäckarens fru, Carine.
Asteroiden har en diameter på ungefär 6 kilometer.